# West Indies Cricket Team in Australien in der Saison 2000/01
Die Tour des West Indies Cricket Team nach Australien in der Saison 2000/01 fand vom 7. November 2000 bis zum 2. Januar 2001 statt. Die internationale Cricket-Tour war Teil der internationalen Cricket-Saison 2000/01 und umfasste fünf Test Matches. Australien gewann die Testserie mit 5-0.

## Vorgeschichte
Beide Mannschaften spielte zuvor beim ICC KnockOut 2000, wobei Australien im Viertelfinale und die West Indies in der Qualifikation ausschieden.
Das letzte Aufeinandertreffen der beiden Mannschaften bei einer Tour fand in der Saison 1998/99 in den West Indies statt.

## Stadien
Für die Tour wurden folgende Stadien als Austragungsorte vorgesehen die am 6. Juli 2000 bekanntgegeben wurden.
| Stadion                  | Stadt     | Kapazität | Spiele  |
| ------------------------ | --------- | --------- | ------- |
| Adelaide Oval            | Adelaide  | 53.583    | 3. Test |
| The Gabba                | Brisbane  | 42.000    | 1. Test |
| Melbourne Cricket Ground | Melbourne | 100.024   | 4. Test |
| WACA Ground              | Perth     | 20.000    | 2. Test |
| Sydney Cricket Ground    | Sydney    | 48.000    | 5. Test |

## Kader
Die West Indies benannten ihren Kader am 17. Oktober 2000.
Australien benannte seinen Kader am 15. November 2000.
| Test | Test |
| Australien | West Indies |
| --- | --- |
| - Steve Waugh (K) - Andy Bichel - Adam Gilchrist (wk) - Jason Gillespie - Matthew Hayden - Justin Langer - Brett Lee - Stuart MacGill - Glenn McGrath - Damien Martyn - Colin Miller - Ricky Ponting - Michael Slater - Mark Waugh | - Jimmy Adams (K) - Marlon Black - Sherwin Campbell - Shivnarine Chanderpaul - Mervyn Dillon - Daren Ganga - Wavell Hinds - Ridley Jacobs (wk) - Brian Lara - Nixon McLean - Mahendra Nagamootoo - Marlon Samuels - Ramnaresh Sarwan - Colin Stuart - Courtney Walsh |

## Tour Matches
| 7. November Scorecard | Perth | West Indians 276-2 (50) | – | ACB Chairman’s XI |
|                       |       | No Result               |   |                   |

| 9. – 12. November Scorecard | Perth | West Indians 132 (58.5) & 293 (118)     | – | Western Australia 358 (102.2) & 70-3 (19.3) |
|                             |       | Western Australia gewinnt mit 7 Wickets |   |                                             |

| 14. November Scorecard | Alice Springs | West Indians 259-6 (50)          | – | Northern Territory Cricket Association Invitation XI 202-9 (50) |
|                        |               | West Indians gewinnt mit 57 Runs |   |                                                                 |

| 17. – 19. November Scorecard | Melbourne | West Indians 167 (86.2) & 114 (46.3)           | – | Victoria 344-7d (115) |
|                              |           | Victoria gewinnt mit einem Innings und 63 Runs |   |                       |

| 7. Dezember Scorecard | Canberra | West Indians 230-3 (50)                   | – | Prime Minister’s XI 233-6 (48.3) |
|                       |          | Prime Minister’s XI gewinnt mit 4 Wickets |   |                                  |

| 9. – 12. Dezember Scorecard | Hobart | Australien A 439-9d (117.3) & 210-3 (78) | – | West Indians 492 (154.4) |
|                             |        | Remis                                    |   |                          |

## Test Matches

### Erster Test in Brisbane
| 23. – 25. November Scorecard | Brisbane | West Indies 82 (49.1) & 124 (58)                  | – | Australien 332 (114.4) |
|                              |          | Australien gewinnt mit einem Innings und 126 Runs |   |                        |

### Zweiter Test in Perth
| 1. – 3. Dezember Scorecard | Perth | West Indies 196 (61) & 173 (66)                  | – | Australien 396-8d (108) |
|                            |       | Australien gewinnt mit einem Innings und 27 Runs |   |                         |

### Dritter Test in Adelaide
| 15. – 19. Dezember Scorecard | Adelaide | West Indies 391 (128.5) & 141 (51.5) | – | Australien 403 (127.4) & 130-5 (43) |
|                              |          | Australien gewinnt mit 5 Wickets     |   |                                     |

### Vierter Test in Melbourne
| 26. – 29. Dezember Scorecard | Melbourne | Australien 364 (114) & 262-5d (77) | – | West Indies 165 (57.3) & 109 (49.3) |
|                              |           | Australien gewinnt mit 352 Runs    |   |                                     |

### Fünfter Test in Sydney
| 2. – 6. Januar Scorecard | Sydney | West Indies 272 (102.1) & 352 (116.5) | – | Australien 452 (135.4) & 174-4 (44.5) |
|                          |        | Australien gewinnt mit 6 Wickets      |   |                                       |

## Statistiken
Die folgenden Cricketstatistiken wurden bei dieser Tour erzielt.
| Tests           | Tests       | Tests   | Tests   | Tests   | Tests   | Tests   | Tests   | Tests   |
| Batting         | Batting     | Batting | Batting | Batting | Batting | Batting | Batting | Batting |
| Spieler         | Mannschaft  | Spiele  | Innings | Runs    | Average | HS      | 100s    | 50s     |
| --------------- | ----------- | ------- | ------- | ------- | ------- | ------- | ------- | ------- |
| Michael Slater  | Australien  | 5       | 8       | 373     | 53,28   | 96      | 0       | 4       |
| Steve Waugh     | Australien  | 4       | 6       | 349     | 69,80   | 121*    | 2       | 0       |
| Mark Waugh      | Australien  | 5       | 8       | 339     | 48,42   | 119     | 1       | 2       |
| Brian Lara      | West Indies | 5       | 10      | 321     | 32,10   | 182     | 1       | 0       |
| Ridley Jacobs   | West Indies | 5       | 10      | 288     | 32,00   | 96*     | 0       | 2       |
| Bowling         |             |         |         |         |         |         |         |         |
| Spieler         | Mannschaft  | Spiele  | Overs   | Wickets | Average | BBI     | 5W      | 10W     |
| Glenn McGrath   | Australien  | 5       | 183.5   | 21      | 17,09   | 6/17    | 1       | 1       |
| Colin Miller    | Australien  | 3       | 143.2   | 20      | 18,25   | 5/32    | 2       | 1       |
| Jason Gillespie | Australien  | 4       | 141     | 20      | 18,40   | 6/40    | 2       | 0       |
| Mervyn Dillon   | West Indies | 4       | 128.4   | 16      | 29,93   | 4/76    | 0       | 0       |
| Stuart MacGill  | Australien  | 4       | 156     | 16      | 31,31   | 7/104   | 1       | 0       |

## Player of the Series
Als Player of the Series wurden die folgenden Spieler ausgezeichnet.
| Serie | Player of the Series |
| ----- | -------------------- |
| Test  | Glenn McGrath        |

### Player of the Match
Als Player of the Match wurden die folgenden Spieler ausgezeichnet.
| Spiel   | Player of the Match |
| ------- | ------------------- |
| 1. Test | Glenn McGrath       |
| 2. Test | Mark Waugh          |
| 3. Test | Colin Miller        |
| 4. Test | Steve Waugh         |
| 5. Test | Michael Slater      |